# سوهرشید
سوهرشید (به آلمانی: Sohrschied) یک شهر در آلمان است که در راین-هونسروک واقع شده‌است. سوهرشید ۹۱ نفر جمعیت دارد.